# Melanodon oweni
Melanodon oweni és una espècie extinta de mamífer driolèstide de la família dels driolèstids que visqué a Nord-amèrica durant el Juràssic superior, fa entre 143,1 i 154,8 milions d'anys. Se n'han trobat restes fòssils a Wyoming (Estats Units). Es tracta de l'única espècie del gènere Melanodon.